# دابرافينيب
دابرافينيب (بالإنجليزية: Dabrafenib)‏ هو دواء يُستعمل في علاج:
- الورم السرطاني الذي لا يصيب الخلايا الصغيرة بالرئة[10]
- سرطان الجلد[10]
- ورم ميلانيني[10]